# Simona Gioli
Simona Gioli é uma jogadora de voleibol da Itália que atua na posição central. Começou a jogar voleibol profissionalmente no ano de 1992 e em 1998 fez sua estreia pela seleção nacional italiana. Hoje é uma das jogadoras mais experientes e importantes da seleção, sendo considerada uma das melhores do mundo na sua posição. Seu clube atual é o Dinamo Moscou, da Rússia.

Gioli possui o apelido de Mamma Fast.

## Clubes
| Clube                  | País   | Temporadas |
| Libertas Rovigo        | Itália | 1992-1993  |
| VBC Cassano            | Itália | 1993-1994  |
| Virtus Reggio Calabria | Itália | 1994-2001  |
| PV Reggio Emilia       | Itália | 2001-2002  |
| Sirio Perugia          | Itália | 2002-2008  |
| Dinamo Moscou          | Rússia | 2008-2011  |
| Volley Conegliano      | Itália | 2011       |
| Fakel Novy Urengoi     | Rússia | 2011-      |

## Títulos por clubes
- Copa CEV 1999-00 (Reggio Calabria)
- Coppa Italia 1999-00 (Reggio Calabria)
- Supercopa Italiana 2000 (Reggio Calabria)
- Coppa Italia 2000-01 (Reggio Calabria)
- Coppa Italia 2002-03 (Perugia)
- Campeonato Italiano 2002-03 (Perugia)
- Coppa Italia 2002-03 (Perugia)
- Coppa Italia 2003-04 (Perugia)
- Coppa Italia 2004-05 (Perugia)
- Campeonato Italiano 2004-05 (Perugia)
- Copa CEV 2004-05 (Perugia)
- Coppa Italia 2006-07 (Perugia)
- Campeonato Italiano 2006-07 (Perugia)
- Copa CEV 2006-07 (Perugia)
- Supercopa Italiana 2007 (Perugia)
- Champions League 2007-08 (Perugia)
- Campeonato Russo 2008-09 (Dinamo Moscou)

## Premiações individuais
- Copa do Mundo de Voleibol Feminino de 2007 - melhor bloqueadora
- Copa do Mundo de Voleibol Feminino de 2007 - melhor jogadora
- Champions League 2009 - melhor atacante
- Campeonato Europeu de Voleibol Feminino de 2009 - melhor atacante
- Copa dos Campeões de Voleibol 2009 - melhor jogadora
- Copa dos Campeões de Voleibol 2009 - melhor atacante